# Vitória do Jari
Vitória do Jari es un municipio de Brasil , situado al sur del estado de Amapá. Su población en 2014 era de 12.445 habitantes y su extensión de 2.487 (4,62 hab/km²).
Limita al norte con Surinam y la Guayana Francesa, al nordeste con el municipio de Oiapoque, con los municipios de Pedra Branca do Amapari y Mazagão al este, con el municipio de Laranjal do Jari al sudeste y los municipios de Gurupá (PA) al sudoeste.
- Datos: Q1772675
- Multimedia: Vitória do Jari / Q1772675

1. ↑  Worldpostalcodes.org,código postal n.º 68924-000.